# Agriotherium
Agriotherium is een geslacht van uitgestorven roofdieren uit de familie Hemicyonidae of Ursidae. Het geslacht omvat meerdere soorten die 9 tot 2 miljoen jaar geleden in Afrika, Azië, Europa en Noord-Amerika leefden.
Agriotherium was ongeveer 2,7 meter lang en circa 570 kg zwaar. Agriotherium leek in bepaalde opzichten op een hond, maar onder meer het gebit was typisch beerachtig. Hoewel Agriotherium gezien zijn grootte in staat wordt geacht grote hoefdieren als paarden, runderen, kameelachtigen en zelfs neushoorns te kunnen hebben bejaagd, was het waarschijnlijk een opportunistische omnivoor.
Fossielen van Agriotherium zijn gevonden in de Verenigde Staten (Texas, Oklahoma, Californië, Arizona), Namibië, Zuid-Afrika, Frankrijk, India en China.